# Molitva zadovoljštine
Molitva zadovoljštine je molitva nadoknade za uvrede koje su Bogu nanesene grijehom, bilo vlastitim ili tuđim. Odgovor čovjeka je nadoknada kroz klanjanje, molitvu i žrtvu. U rimokatoličkoj tradiciji, čin zadovoljštine je molitva ili pobožnost s namjerom da se zadovolji za svoje ili tuđe grijehe, npr. zbog grijeha bogohuljenja, psovke ili uvrede prema Isusu, Djevici Mariji i sl.
U enciklici Miserentissimus Redemptor (hrv. Premilosrdni Otkupitelj), papa Pio XI. kaže: „Stvorenje treba uzvratiti svoju ljubav u zamjenu za ljubav Stvoritelja, iz toga odmah slijedi druga stvar, a to je da se istoj Božjoj ljubavi, ako je zanemarena zaboravom ili povrijeđena uvredom, mora nadoknaditi neka vrsta naknade za povredu, a taj se dug obično naziva zadovoljština".
U Raccolti, zbirci katoličkih molitava i dobrih djela s priloženim oprostima, pojavio se niz molitvi kao što je molitva zadovoljštine Djevici Mariji. Raccolta je uključivala brojne različite molitve zadovoljštine. Zamijenjena je 1968. godine novim znatno izmijenjenim izdanjem, pod nazivom „Enchiridion Indulgentiarum”, koje navodi manje specifične molitve, ali uključuje širok raspon novih molitvenih djelovanja.
Pobožnost Svetih Rana Kristovih, molitva je zadovoljštine, koja se usredotočuje na specifične otkupiteljske aspekte Kristove patnje na Kalvariji, s naglaskom na duše u čistilištu.
Molitva zlatne strijele temelji se na izvješćima o Isusovim vizijama od strane časne sestre Marije od Svetog Petra, karmelićanke iz Toursa, 1843. godine. To je molitva zadovoljštine u slavu Svetoga Imena Božjega. To je i naknada za nepoštivanje nedjelje i zapovijedanih blagdana. Ovu pobožnost odobrio je papa Lav XIII. 1885. godine. Molitva zlatne strijele glasi: "Neka je uvijek slavljeno, blagoslovljeno, ljubljeno, čašćeno i uzvisivano presveto, preslavno, najdubljeg klanjanja dostojno, silno i neizrecivo Ime Božje, na nebu, na zemlji i u podzemlju, od svih stvorenja Božjih i po Božanskom Srcu Gospodina našega Isusa Krista, u Presvetom Oltarskom Sakramentu. Amen."
Molitva zadovoljštine Presvetom Trojstvu temelji se na porukama Gospe Fatimske i obično se naziva Anđeoska molitva. Glasi: "Presveto Trojstvo, Oče, Sine i Duše Sveti, klanjam Vam se i prikazujem Vam predragocjeno Tijelo, Krv, Dušu i Božanstvo Isusa Krista, prisutna u svim svetohraništima svijeta, kao naknadu za uvrede, svetogrđa i ravnodušnosti, kojima je On sam uvrijeđen. U ime neizmjernih zasluga Njegova Presvetoga Srca i Prečistog Srca Marijina, molim Vas za obraćenje jadnih grešnika."
Primanje Svete pričesti kao dio pobožnosti Devet prvih petaka, katolička je pobožnost koja nudi zadovoljštinu za grijehe preko Presvetog Srca Isusova. Temelji se na Kristovim vizijama koje je zadobila sveta Margareta Marija Alacoque u 17. stoljeću. Pobožnost se sastoji od nekoliko praksi koje se čine svakog prvog petka u devet uzastopnih mjeseci. Ovih dana, osoba treba prisustvovati svetoj misi i pričestiti se. U mnogim katoličkim zajednicama potiče se prakticiranje Svetoga sata meditacije tijekom izlaganja Presvetog Sakramenta tijekom Prvih petaka.
Obavljanje euharistijskog klanjanja pred tabernakulom (posebno pred najzaboravljenim i napuštenim tabernakulima) u sklopu pobožnosti šest prvih četvrtaka katolička je pobožnost koja nudi zadovoljštinu za svete Kristove rane. U Kristovim vizijama koje je zadobila bl. Aleksandrina da Costa u 20. stoljeću, Isus je dao nekoliko obećanja onima koji prakticiraju pobožnost prvog četvrtka, od kojih je jedno uključivalo spasenje duše u trenutku smrti. Pobožnost se sastoji od nekoliko praksi koje se izvode prvim četvrtkom u šest uzastopnih mjeseci. Broj šest predstavlja Isusovih pet rana od raspeća (ruke, noge i bočne strane) plus ranu na ramenu od nošenja križa. U ove dane osoba treba nazočiti svetoj misi i pričestiti se u stanju milosti "s iskrenom poniznošću, žarom i ljubavlju" i provesti jedan sat pred crkvenim tabernakulom u kojem se nalazi Presveti Sakrament, razmišljajući o Isusovim ranama (osobito Njegove često zanemarene rane na ramenu koju je zadobio nošenjem križa) i razmišljajući o Marijinim žalostima.
Pobožnost pet prvih subota je pobožnosti prema Gospi tijekom pet uzastopnih subota, kao naknada za uvrede koje joj se nanose. U sklopu ove pobožnosti, ide se na misu i primi pričest kao nadoknadu za uvrede i nezahvalnosti koje se nanose Bezgrješnomu Srcu Marijinu. Ispovijed je preduvjet za tu pobožnost, a traži se i molitva pet desetica krunice i 15 minuta razmatranja o otajstvima (jednom ili više) krunice.
Jerihonsko bdjenje katolička je pobožnost kroz molitvu i klanjanje pred Presvetim Oltarskim Sakramentom, uz čitanja Svetog pisma koja traje sedam dana i sedam noći. Izraz je zadovoljštine za grijehe, djelo pokore i žrtve te svjedočenje vjere i ljubavi prema Isusu.